# Silvan Zurbriggen
Silvan Zurbriggen (n. 15 august 1981, Brigue, Cantonul Valais, Elveția) este un schior alpin ce a reprezentat Elveția, medaliat olimpic. A participat la 3 ediții ale Jocurilor Olimpice (2006, 2010, 2014) în care a câștigat o medalie de bronz.